# Zweite Schlacht um Corinth
Iuka – Corinth II – Hatchies Bridge
Die Zweite Schlacht um Corinth fand am 3. und 4. Oktober 1862 um die wegen ihrer Bedeutung als Eisenbahnknotenpunkt strategisch wichtige Stadt Corinth, Mississippi im Verlaufe des Iuka-Corinth-Feldzuges statt. Der Oberbefehlshaber der nordstaatlichen Mississippi-Armee, Generalmajor William Starke Rosecrans, besiegte die konföderierte West-Tennessee-Armee unter dem Oberbefehl Generalmajor Earl Van Dorns.

## Ausgangslage
Im September 1862 begannen die Konföderierten unter General Braxton Bragg mit der Invasion Kentuckys durch die Heartland Offensive. Um zu verhindern, dass die Unionstruppen in Kentucky durch Truppen Generalmajor Grants verstärkt würden, begann Generalmajor Price am 14. September den Vormarsch nach Norden ins westliche Tennessee. Es gelang ihm, die kleine Garnison der Union in Iuka, Mississippi zu überwältigen; und sich anschließend dem Gegenangriff der Union zu entziehen. Der konföderierte Befehlshaber des Wehrbereichs Mississippi und East Louisiana – Generalmajor Earl van Dorn – unterstellte Price sich, um gemeinsam mit dessen Truppen den Eisenbahnknotenpunkt und Angelpunkt der Verteidigung der Union im nördlichen Mississippi – Corinth – anzugreifen und so Grant zum Verlassen West-Tennessees zu zwingen.

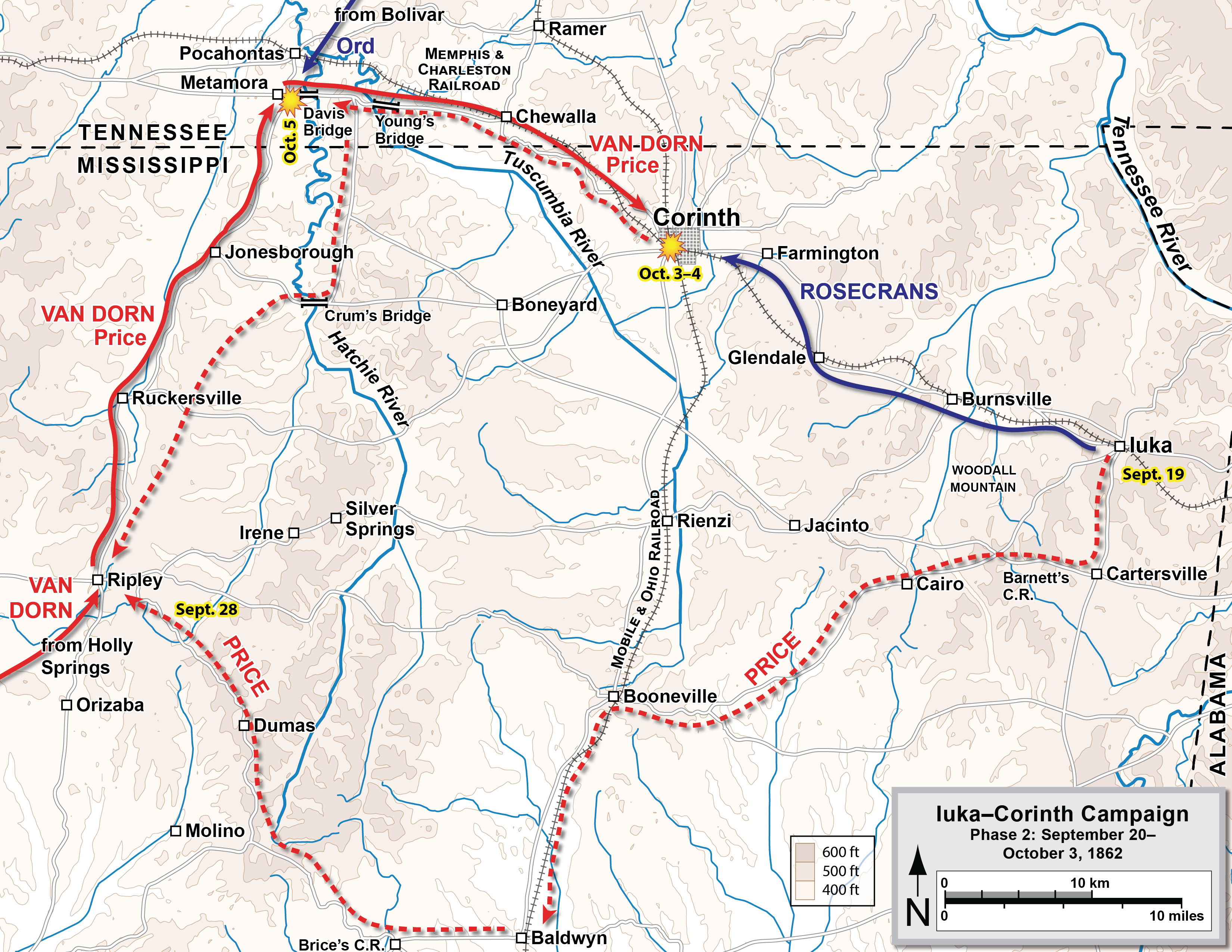
Zweite Phase des Iuka-Corinth Feldzugs

## Operationsplan, Gelände und Witterungsbedingungen

### Konföderierte
Van Dorn beabsichtigte, zunächst mit der West-Tennessee-Armee 30 Meilen entlang des Hatchie nach Norden zu marschieren und einen Angriff auf Bolivar, Tennessee vorzutäuschen. Auf der Höhe von Pocahontas, Tennessee wollte er nach Südosten abdrehen, entlang der Memphis and Charleston Eisenbahnlinie vorgehen und Corinth angreifen und einnehmen. Die dazu benutzte Memphis Road war eine einspurige Straße, die durch dicht bewaldetes Gelände führte. Die Witterung war seit Tagen extrem heiß und trocken. Nach Überschreiten des Hatchie gab es erst wieder Wasser in Corinth. Nachdem seine Bewegungen am 2. Oktober von den Unionstruppen aufgeklärt worden waren, entschloss sich van Dorn, mit allen drei Divisionen nebeneinander anzugreifen, die äußerst rechte Division entlang der Memphis and Charleston Eisenbahnlinie, die beiden anderen ostwärts davon. Angriffsziel war die Memphis and Charleston Eisenbahnlinie beiderseits der Kreuzung mit der Mobile and Ohio Eisenbahnlinie.
Van Dorns West-Tennessee-Armee war wie folgt gegliedert:
|                                                                                                 | Division                                                               | Brigade                                                            | Unterstellte Einheiten |
| ----------------------------------------------------------------------------------------------- | ---------------------------------------------------------------------- | ------------------------------------------------------------------ | --- |
| Prices Korps (auch bekannt als Armee des Westens, Army of the West) Generalmajor Sterling Price | 1. Division Brigadegeneral Louis Hébert Brigadegeneral Martin E. Green | Erste Brigade, Brigadegeneral Elijah Gates                         | - 4 Infanterieregimenter - 1 Kavallerieregiment (als Infanterie eingesetzt) - 1 Batterie Artillerie                          |
| Prices Korps (auch bekannt als Armee des Westens, Army of the West) Generalmajor Sterling Price | 1. Division Brigadegeneral Louis Hébert Brigadegeneral Martin E. Green | Zweite Brigade, Oberst W. Bruce Colbert                            | - 4 Infanterieregimenter - 1 „Legion“ - 1 Kavallerieregiment (als Infanterie eingesetzt) - 1 Batterie Artillerie             |
| Prices Korps (auch bekannt als Armee des Westens, Army of the West) Generalmajor Sterling Price | 1. Division Brigadegeneral Louis Hébert Brigadegeneral Martin E. Green | Dritte Brigade, Brigadegeneral Martin E. Green, Oberst W. H. Moore | - 3 Infanterieregimenter - 1 Infanteriebataillon - 1 Kavallerieregiment (als Infanterie eingesetzt) - 2 Batterien Artillerie |
| Prices Korps (auch bekannt als Armee des Westens, Army of the West) Generalmajor Sterling Price | 1. Division Brigadegeneral Louis Hébert Brigadegeneral Martin E. Green | Vierte Brigade, Oberst John D. Martin, Oberst Robert McLain        | - 4 Infanterieregimenter - 1 Batterie Artillerie                                                                             |
| Prices Korps (auch bekannt als Armee des Westens, Army of the West) Generalmajor Sterling Price | 2. Division Brigadegeneral Dabney H. Maury                             | Moores Brigade, Brigadegeneral John C. Moore                       | - 5 Infanterieregimenter - 1 Batterie Artillerie                                                                             |
| Prices Korps (auch bekannt als Armee des Westens, Army of the West) Generalmajor Sterling Price | 2. Division Brigadegeneral Dabney H. Maury                             | Cabells Brigade, Brigadegeneral William L. Cabell                  | - 4 Infanterieregimenter - 2 Infanteriebataillone - 1 Batterie Artillerie                                                    |
| Prices Korps (auch bekannt als Armee des Westens, Army of the West) Generalmajor Sterling Price | 2. Division Brigadegeneral Dabney H. Maury                             | Phifers Brigade, Brigadegeneral Charles W. Phifer                  | - 3 Regimenter Kavallerie (als Infanterie eingesetzt) - 1 Bataillon Scharfschützen - 1 Batterie Artillerie                   |
| Prices Korps (auch bekannt als Armee des Westens, Army of the West) Generalmajor Sterling Price | Kavallerie, Brigadegeneral Frank C. Armstrong                          |                                                                    | - 2 Kavallerieregimenter - wahrscheinlich weitere Einheiten                                                                  |
| Prices Korps (auch bekannt als Armee des Westens, Army of the West) Generalmajor Sterling Price | Reserveartillerie                                                      |                                                                    | - 2 Batterien |
| Distrikt des Mississippi                                                                        | 1. Division Generalmajor Mansfield Lovell                              | Erste Brigade, Brigadegeneral Albert Rust                          | - 5 Infanterieregimenter - 1 Infanteriebataillon - 1 Batterie Artillerie                                                     |
| Distrikt des Mississippi                                                                        | 1. Division Generalmajor Mansfield Lovell                              | Zweite Brigade, Brigadegeneral John B. Villepique                  | - 2 Infanterieregimenter - wahrscheinlich weitere Einheiten                                                                  |
| Distrikt des Mississippi                                                                        | 1. Division Generalmajor Mansfield Lovell                              | Dritte Brigade, Brigadegeneral John S. Bowen                       | - 4 Infanterieregimenter - 1 Infanteriebataillon - 1 Batterie Artillerie                                                     |
| Distrikt des Mississippi                                                                        | 1. Division Generalmajor Mansfield Lovell                              | Kavalleriebrigade, Oberst William H. Jackson                       | - 2 Kavallerieregimenter |

### Union
Rosecrans erkannte van Dorns Täuschungsmanöver nicht und sandte zwei Divisionen in Richtung Bolivar, um die dortigen Unionstruppen zu unterstützen. Als er erkannte, dass die Konföderierten Corinth angreifen wollten, ließ er die Feldbefestigungen nördlich und nordwestlich der Stadt, die bei der ersten Schlacht um Corinth im Mai von van Dorns Truppen angelegt worden waren, besetzen und wollte aus diesen, den Angriff abwehren. Dazu setzte Rosecrans drei Divisionen in den Feldbefestigungen ein und hielt eine Division dahinter in Reserve, ebenfalls in Feldbefestigungen, die während der ersten Schlacht angelegt worden waren.
Insgesamt drei Feldbefestigungen verliefen nördlich und nordwestlich der Stadt. Die äußerste verlief etliche Meilen von der Stadt entfernt und war wegen ihrer Ausdehnung nicht von den Unionstruppen nutzbar. Die Halleck (Outer) Line lag ungefähr zwei Meilen von Corinth entfernt und konnte von den Truppen Rosecrans' besetzt werden. Die Stellungen erstreckten sich von der Memphis und Charleston RR nach Osten bis zur Hamburg Road und verliefen dann nach Süden. Ungefähr eine Meile weiter südlich an der Bebauungsgrenze verliefen die inneren Feldbefestigungen, die College Hill Line, in die auch die sechs Artilleriebatterien eingegliedert waren. Diese Feldbefestigungen waren zusätzlich durch Baumsperren und spanische Reiter im Vorfeld verstärkt.
Rosecrans' Truppen waren wie folgt gegliedert:
|                                                     | Division                                       | Brigade                                                                      | Unterstellte Einheiten                                                                           |
| --------------------------------------------------- | ---------------------------------------------- | ---------------------------------------------------------------------------- | ------------------------------------------------------------------------------------------------ |
| Mississippi-Armee Generalmajor William S. Rosecrans | 2. Division Brigadegeneral David S. Stanley    | Erste Brigade, Oberst John W. Fuller                                         | - 4 Infanterieregimenter - 1 Kavalleriekompanie - 3 Batterien Artillerie (eine nur in Zugstärke) |
| Mississippi-Armee Generalmajor William S. Rosecrans | 2. Division Brigadegeneral David S. Stanley    | Zweite Brigade, Oberst Joseph A. Mower                                       | - 5 Infanterieregimenter - 1 Batterie Artillerie                                                 |
| Mississippi-Armee Generalmajor William S. Rosecrans | 3. Division Brigadegeneral Charles S. Hamilton | Erste Brigade, Brigadegeneral Napoleon B. Buford                             | - 5 Infanterieregimenter - 2 Batterien Artillerie                                                |
| Mississippi-Armee Generalmajor William S. Rosecrans | 3. Division Brigadegeneral Charles S. Hamilton | Zweite Brigade, Brigadegeneral Jeremiah C. Sullivan, Oberst Samuel A. Holmes | - 5 Infanterieregimenter - 1 Infanteriekompanie - 2 Batterien Artillerie                         |
| Mississippi-Armee Generalmajor William S. Rosecrans | Kavalleriedivision, Oberst John K. Kinzer      |                                                                              | - 5 Kavallerieregimenter - 3 Kavalleriekompanien                                                 |
| Mississippi-Armee Generalmajor William S. Rosecrans | Nicht in Brigaden eingeteilt                   |                                                                              | - 1 Regiment Scharfschützen - 5 Infanteriekompanien - 1 Kompanie Belagerungsartillerie           |
| Armee von West-Tennessee                            | 2. Division Brigadegeneral Thomas A. Davies    | Erste Brigade, Brigadegeneral Pleasant A. Hackleman, Oberst Thomas W. Sweeny | - 3 Infanterieregimenter - Teile von 4 Infanterieregimentern                                     |
| Armee von West-Tennessee                            | 2. Division Brigadegeneral Thomas A. Davies    | Zweite Brigade, Brigadegeneral Richard J. Oglesby, Oberst August Mersy       | - 4 Infanterieregimenter                                                                         |
| Armee von West-Tennessee                            | 2. Division Brigadegeneral Thomas A. Davies    | Dritte Brigade, Oberst Silas Baldwin, Oberst John V. DuBois                  | - 3 Infanterieregimenter                                                                         |
| Armee von West-Tennessee                            | 2. Division Brigadegeneral Thomas A. Davies    | Artillerie, Major George H. Stone                                            | - 4 Batterien Artillerie                                                                         |
| Armee von West-Tennessee                            | 2. Division Brigadegeneral Thomas A. Davies    | Nicht in Brigaden eingeteilt                                                 | - 1 Regiment Scharfschützen                                                                      |
| Armee von West-Tennessee                            | 6. Division Brigadegeneral Thomas J. McKean    | Erste Brigade, Oberst Benjamin Allen, Brigadegeneral John McArthur           | - 3 Infanterieregimenter                                                                         |
| Armee von West-Tennessee                            | 6. Division Brigadegeneral Thomas J. McKean    | Zweite Brigade, Oberst John M. Oliver                                        | - 2 Infanterieregimenter - 4 Infanteriekompanien - 1 Kavalleriekompanie                          |
| Armee von West-Tennessee                            | 6. Division Brigadegeneral Thomas J. McKean    | Dritte Brigade, Oberst Marcellus M. Crocker                                  | - 4 Infanterieregimenter                                                                         |
| Armee von West-Tennessee                            | 6. Division Brigadegeneral Thomas J. McKean    | Artillerie, Hauptman Andrew Hickenlooper                                     | - 4 Batterien Artillerie                                                                         |

## Schlacht

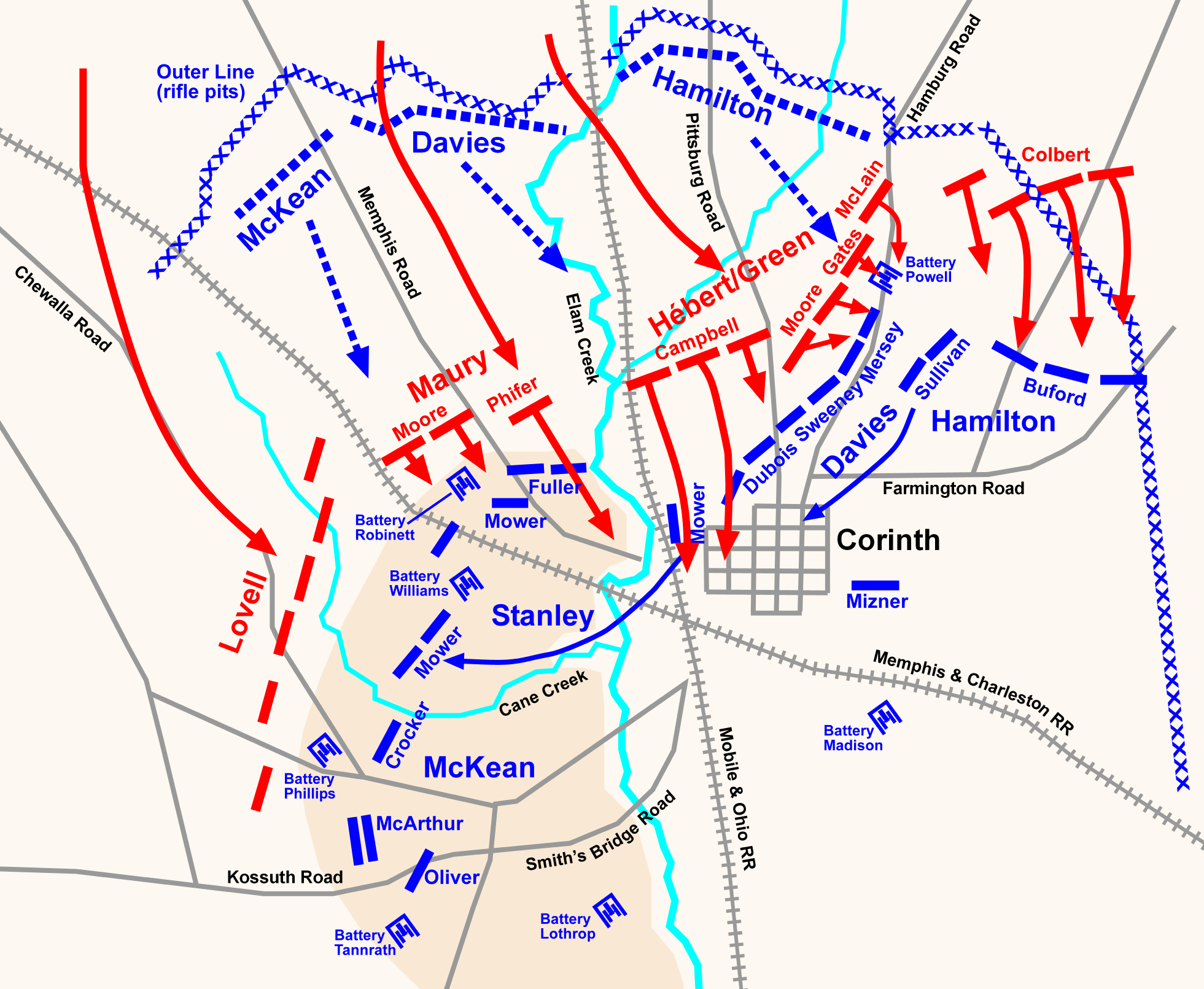
Schlacht um Corinth

### 3. Oktober
Am frühen Morgen des 3. Oktober besetzten drei von Rosecrans' Divisionen die Feldbefestigungen der Halleck Line: McKean links, Davies im Zentrum und Hamilton rechts. Die vierte Division Stanleys blieb als Reserve südlich der Stadt. Der Angriff der Konföderierten begann gegen 10 Uhr mit gewohnten “screaming élan and willingness to take high casualties” (James McPherson: Battle Cry of Freedom, S. 523, deutsch: „gellend schreiender Begeisterung und ohne Rücksicht auf Verluste“).

Die Unionstruppen verteidigten hartnäckig und wichen erst kurz nach Mittag aus den Stellungen koordiniert aus. Dabei erbeuteten die Konföderierten einige Artilleriegeschütze. Bis zur College Hill Line legten sich die Unionsdivisionen viermal vor und erreichten den Feuerschutz der Feldbefestigungen am Ortsrand bei Sonnenuntergang. Wegen der allgemeinen Erschöpfung und dem Bedürfnis nach Wasser brach Van Dorn den Angriff ab; überzeugt davon, einen Sieg errungen zu haben, beschloss er, den Angriff am nächsten Tag fortzusetzen und Rosecrans den Gnadenstoß zu geben.  Der Historiker Shelby Foote schrieb:

“His blood was up; it was Rosecrans he was after, and he was after him in the harshest, most straightforward way imaginable. Today he would depend not on deception to complete the destruction begun the day before, but on the rapid point-blank fire of his guns and the naked valor of his infantry.”

„Er war erregt; es war Rosecrans, hinter dem er her war, und er war hinter ihm auf die härteste und direkteste Art her, die man sich vorstellen kann. Heute würde er sich nicht auf Täuschungsmanöver verlassen, um die tags zuvor begonnene Vernichtung zu vollenden, sondern auf das schnelle, punktgenaue Feuer seiner Kanonen und den nackten Mut seiner Infanterie.“

Auch Rosecrans war davon überzeugt, die Schlacht noch gewinnen zu können. Kurz vor Mitternacht kabelte er an seinen Vorgesetzten Generalmajor Grant: „Wenn sie uns morgen angreifen, denke ich, werden wir sie schlagen können.“

### 4. Oktober
Van Dorn plante, den Angriff mit der links eingesetzten Division Brigadegeneral Héberts nach Süden noch im Morgengrauen zu beginnen. Die anderen Divisionen sollten sich treffenweise nach rechts dem Angriff anschließen, sobald die Unionstruppen vor der Division Héberts durch den Angriff gebunden worden waren. Durch diesen Operationsplan hatte van Dorn keine eigenen Reserven mehr zur Verfügung, die er zur Ausweitung eines möglichen Erfolges hätte einsetzen können.
Rosecrans Divisionen waren in der Nacht auf die Stellungen in der College Line ausgewichen und verteidigten diese.
Vor Sonnenaufgang eröffnete die konföderierte Artillerie das Feuer auf die College Line. Es entwickelte sich ein heftiges Artilleriegefecht, das bis zum Sonnenaufgang andauerte. Danach geschah nichts. Rosecrans befahl einem Regiment, eine bewaffnete Aufklärung durchzuführen, deren Ergebnis war, dass die Konföderierten noch dort waren.
Der Kommandeur, der den konföderierten Angriff beginnen sollte - Brigadegeneral Hébert, erkrankte am Morgen und die Übernahme des Kommandos durch Brigadegeneral Green dauerte bis 8:00 Uhr. Den Konföderierten gelang die Einnahme der Batterie Powell. Westlich davon erreichten die Konföderierten den Stadtrand von Corinth und gelangten im für beide Seiten verlustreichen Häuserkampf bis nahe an die Eisenbahnkreuzung. Von hier aus führten die Unionstruppen einen Gegenangriff, der mit der Wiedereroberung der Batterie Powell um 11:45 Uhr endete.
Die rechts von Green eingesetzte Division Brigadegeneral Maurys begann den Angriff, wie von van Dorn geplant, gegen 10:00 Uhr. Der Angriff auf die Batterien Robinett und Williams wurde viermal, beim vierten Mal durch einen Bajonettgegenangriff des verteidigenden Unionsregiments, abgewehrt. Gegen Mittag wichen auch hier die konföderierten Regimenter auf ihre Ausgangsstellungen aus.
Die am rechten Flügel der Konföderierten eingesetzte Division Brigadegeneral Lovells griff nicht an.
Am Nachmittag marschierten die vier konföderierten Divisionen nach schweren Verlusten auf der Chewalla Road zurück in Richtung Pocahontas.
Rosecrans verfolgte die Konföderierten nicht, weil seine Truppen zu erschöpft waren. Erst am 5. Oktober begann er mit der Verfolgung. In der Zwischenzeit hatte Generalmajor Grant Generalmajor Edward Ord beauftragt, Rosecrans zu unterstützen. Dessen Truppen stellten van Dorns Konföderierte am Hatchie im Gefecht an Hatchies Bridge.

## Folgen
Grant war mit dem Ausgang der Operation zufrieden. In seinem Bericht an Lincoln schrieb er: „Ich habe Rosecrans befohlen, den Feind ab dem Moment zu verfolgen , an dem er ausweicht. Allerdings waren die Truppen nach den zweitägigen Kämpfen so ermüdet, dass eine frühere Verfolgung unmöglich war.“ Im Tagesbefehl Nr. 88 lobte er die Armee Rosecrans' ausdrücklich und hob ihre Leistung hervor. Erst später kam er zu der Überzeugung, so schreibt er in seinen Memoiren, dass Rosecrans den Sieg mit Leichtigkeit hätte vervollkommnen können. Die Presse der Nordstaaten feierte den Erfolg Rosecrans', der in Folge mit dem Kommando über die Ohio-Armee belohnt wurde.
Um alle Gerüchte über ein Fehlverhalten zu entkräften, leitete Van Dorn ein Kriegsgerichtsverfahren gegen sich selbst ein, in dem alle Vorwürfe gegen ihn nicht nur als nicht erwiesen, sondern als widerlegt galten. Trotzdem erhielt er danach kein Kommando als Oberbefehlshaber mehr, sondern wurde mit der Führung der Kavallerie in Mississippi beauftragt und Generalleutnant Pemberton in Vicksburg unterstellt.
Mit der Niederlage van Dorns war die letzte konföderierte Offensive auf dem Kriegsschauplatz Mississippi endgültig gescheitert. Die Initiative ging an Grant über, der einen Monat später seinen ersten, erfolglosen Vicksburg-Feldzug begann.